# کانه‌یاما، فوکوشیما
کانه‌یاما، فوکوشیما (به لاتین: Kaneyama, Fukushima) یک منطقهٔ مسکونی در ژاپن است که در استان فوکوشیما واقع شده‌است. کانه‌یاما ۲۹۳٫۹۷ کیلومترمربع مساحت و ۲٬۱۸۵ نفر جمعیت دارد.

## خواهرخوانده
شهر هانیو خواهرخواندهٔ کانه‌یاما، فوکوشیما هست.